# 一把火
《一把火》是香港女子偶像組合Lolly Talk的第五首單曲，第四首派台歌曲，也是該組合2023年第二首派台歌曲，於2023年5月22日發行。
歌曲推出後成為903專業推介冠軍歌，亦是Lolly Talk第二支冠軍歌。

## 創作背景
Lolly Talk一直給公眾的印象也是甜美、青春、可愛。團隊希望打破這個刻板印象，挑戰K-Pop風格的歌曲。

## 音樂錄像
於《一把火》MV當中，Lolly Talk首次安排了舞蹈員參與拍攝。Lolly Talk則穿上兩套分別為黑色和白色，較以往形象較為型格的服飾。

## 製作
《一把火》是首時長2分55秒，韓式粵語流行舞曲。

## 派台成績
叱咤903專業推介 走勢
合共上榜9周。
| 周次             | 第23周  | 第24周  | 第25周  | 第26周 | 第27周 | 第28周  | 第29周  | 第30周  | 第31周 | 備註  |
| ---------------- | ------- | ------- | ------- | ------ | ------ | ------- | ------- | ------- | ------ | ----- |
| 放榜日期         | 6月10日 | 6月17日 | 6月24日 | 7月1日 | 7月8日 | 7月15日 | 7月22日 | 7月29日 | 8月5日 |       |
| 榜上位置         | 3       | 9       | 4       | 3      | 3      | 5       | 7       | 10      | 1      |       |
| 非官方播放率統計 | 16      | 9       | 13      | 13     | 15     | 11      | 10      | 8       | 21     | 116次 |

RTHK中文歌曲龍虎榜 走勢
合共上榜6周。
| 周次     | 第23周  | 第24周  | 第25周  | 第26周 | 第27周 | 第28周  |
| -------- | ------- | ------- | ------- | ------ | ------ | ------- |
| 放榜日期 | 6月10日 | 6月17日 | 6月24日 | 7月1日 | 7月8日 | 7月15日 |
| 榜上位置 | 20      | 5       | 2       | 5      | 10     | 18      |

新城知訊台勁爆本地榜 走勢
合共上榜2周。
| 周次     | 第24周  | 第25周  |
| -------- | ------- | ------- |
| 放榜日期 | 6月17日 | 6月24日 |
| 榜上位置 | 19      | 5       |

ViuTV Chill Club 推介榜 走勢
合共上榜3周。
| 周次     | 第25周  | 第26周  | 第27周 |
| -------- | ------- | ------- | ------ |
| 放榜日期 | 6月18日 | 6月25日 | 7月2日 |
| 榜上位置 | 10      | 7       | 5      |

## 獎項
- 2023年度叱咤樂壇流行榜頒獎典禮「專業推介叱咤十大 第五位」

## 外部連結
- YouTube上的《一把火》MV （页面存档备份，存于）
- YouTube上的《一把火》Studio Version （页面存档备份，存于）
- YouTube上的《一把火》MV幕後花絮 （页面存档备份，存于）